# 李崗 (導演)
李崗（英語：Khan Lee，1957年10月28日—），電影導演李安的胞弟，台灣電影導演，電影編劇、作家、電視節目主持人 。臺灣省立海洋學院（今國立臺灣海洋大學）航海學系畢業，1996年以《今天不回家》獲亞太影展最佳編劇獎，1999年執導《條子阿不拉》，2002年成立雷公電影（Zeus International Production Ltd.）。現任安可電影股份有限公司董事長。

## 個人得獎紀錄
- 《新老殘遊記》：八十三年度優良電影劇本
- 《上岸》：八十五年度優良電影劇本，拍成電影《今天不回家》張艾嘉導演，獲第四十一屆（1996）亞太影展最佳編劇
- 《條子阿不拉》：八十七年度優良電影劇本；八十七年度國片一千萬元輔導金補助；1999台北電影節商業推薦評估獎評審團特別推薦，第四十四屆（1999）亞太影展參賽片，第二屆（2000）杜維爾影展亞洲電影節競賽

## 其他電影作品
- 《星光傳奇》2008 ，製片人
- 《陽陽》2009，製片人；2009 德國柏林影展Panorama電影大觀，2009 33th香港國際電影節「台灣新生代」單元

2009 第11屆台北電影節劇情長片類 評審團特別獎,劇情長片類 最佳女演員（張榕容），劇情長片類 最佳音樂（林強）
- 《茱麗葉》    2010，製片人， 第47屆金馬獎「最佳新演員（李千娜）」
- 《野蓮香》(藍光)  2012
- 《吉林的月光》(藍光) 2012
- 《阿罩霧風雲：抉擇》2013 ，監製電影，（許明淳導演）
- 《想飛》2014 ，導演
- 《阿罩霧風雲II：落子》2015 ，監製電影，（許明淳導演）
- 《與信仰對話》2018，監製電影，（王盈舜導演）
- 《時光的手箱：我的阿爸和卡桑》2019，監製舞台劇
- 《尋找1920》2020 ，監製電影，（許明淳導演）

## 其他作品
- 2001年，公視人生劇展－《情人的眼淚》導演
- 2003年中視電視劇《粉紅教父小甜甜》製作人、導演

## 另見
- 李淳